# Masaki Okino
Masaki Okino (født 13. december 1996) er en japansk fodboldspiller, som spiller for den japanske fodboldklub Cerezo Osaka.